# Gretta Chambers
Pour les articles homonymes, voir Chambers.
Gretta Chambers est une journaliste québécoise née à Montréal le 15 janvier 1927 et morte dans la même ville le 9 septembre 2017.

## Biographie
Diplômée en science politique à l'Université McGill, elle signe une chronique hebdomadaire dans le quotidien montréalais The Gazette depuis 1978. Elle est une pionnière du journalisme féminin au Canada. De 1978 à 1988, elle occupe le poste de gouverneur de l'Université McGill. En 1991, elle devient chancelière de cette institution d'enseignement, fonction qu'elle conserve jusqu'en 1999.

### Famille
Son frère est le philosophe Charles Taylor. Son feu mari était Egan Chambers, député fédéral du Parti progressiste-conservateur du Canada de 1958 à 1962.

## Distinctions
- 1993 -  Officière de l'Ordre national du Québec[3]
- 1994 -  Membre de l'Ordre du Canada[4]
- 1995 - Membre des Grands Montréalais
- 2000 -  Compagnon de l'Ordre du Canada[4]
- 2016 - Commandeur de l'Ordre de Montréal[5]